# Cloudmaker Lake
Der Cloudmaker Lake ist ein Gebirgssee im Westland District der Region West Coast auf der Südinsel von Neuseeland.

## Namensherkunft
Der Namensvorschlag für den See kam von W. S. Gilkison, der eine Harmonisierung mit den Namen der Gipfel, die der See entwässert, erreichen wollte.

## Geographie
Der Cloudmaker Lake befindet sich auf einer Höhe von 1364 m, umschlossen von bis zu 2126 m hohen Bergen, westlich der Haast Range, südlich angrenzend an der Haphazard Spur und östlich angrenzend an den Phantom Heights. Der See, der in einer Nordnordwest-Südsüdost-Richtung ausgerichtet ist, verfügt bei einer Länge von rund 1 km über eine Flächenausdehnung von 23,5 Hektar. Der Umfang des Sees beträgt rund 2,49 km und an seiner breitesten Stelle misst der See rund 370 m in Westsüdwest-Ostnordost-Richtung.
Gespeist wird der Cloudmaker Lake durch einige wenige Gebirgsbäche. Entwässert wird der See über den The Cabin Boy genannten Bach, der rund 160 m nach seinem Austritt aus dem Cloudmaker Lake einen 47 m hohen Wasserfall bedient. Knapp 1 km vor seiner Mündung in den Waipara River muss der Bach noch einen weiteren, aber dieses Mal 124 m hohen Wasserfalls überwinden.